# Rhythm of the Rain
"Rhythm of the Rain" é uma música pop gravada pelo grupo The Cascades. Lançada em novembro de 1962, a canção foi escrita por John Claude Gummoe, membro do grupo. Em 9 de março de 1963, a música chegou ao 3.º lugar da parada pop americana, e passou duas semanas no 1.º lugar da parada daquele país intitulada US Easy Listening. A canção também entrou para o top 5 no Reino Unido e chegou ao 1.º lugar na Irlanda. Em 1999, a BMI listou a canção como sendo a nona mais tocada nas rádios e TVs no século XX.
A música foi usada no filme Quadrophenia, de 1979, e entrou na trilha sonora do mesmo.

## Regravações
A regravação feita por Gary Lewis & the Playboys, em 1969, chegou à 63.ª posição na parada das 100 mais da Billboard Billboard Hot 100.
Em 1964 foi composta uma versão em português gravada pelo cantor Demétrius titulada como "O Ritmo da Chuva"
Na virada da década de 1960 para a década de 1970, a canção foi regravada por diversos cantores e bandas na região do sudeste asiático. Dentre eles estão Teddy Robin & The Playboys e Felicia Wong (王愛明) em Hong Kong, Tracy Huang (黃鶯鶯) em Taiwan, e Ervinna em Singapura.
Em 1978 a canção ganhou popularidade na música country devido a uma cover gravada por Jacky Ward. A versão de Ward chegou a 11ª posição na parada country da Billboard Hot Country Singles.
Em 1990 Dan Fogelberg alcançou a 3.ª posição na parada americana da Billboard adulto-contemporânea, com "Rhythm of the Rain" sendo parte de um potpourri junto com a música "Rain" do The Beatles.
Também em 1990, o astro australiano Jason Donovan alcançou a 9.ª posição na parada britânica UK charts com sua versão da música; porém, em sua terra natal ele não obteve o mesmo sucesso. O videoclipe mostra Donovan e uma atriz estrelando um filme que se passa em Hong Kong. Donovan canta na chuva no pátio de trás de uma casa. O vídeo também mostra a atriz posando como Audrey Hepburn e beijando Donovan em um navio. Em 2008, Donovan regravou a canção no seu álbum "Let It Be Me"